# Yūki Kaneko (Fußballspieler, 1996)
Yūki Kaneko (japanisch 金子 優希 Kaneko Yūki; * 21. April 1996 in der Präfektur Ibaraki) ist ein japanischer Fußballspieler.

## Karriere
Kaneko erlernte das Fußballspielen in der Schulmannschaft der Kashima Gakuen High School und der Universitätsmannschaft der Sendai-Universität. Seinen ersten Vertrag unterschrieb er 2019 bei Vanraure Hachinohe. Der Verein aus Hachinohe spielte in der dritthöchsten Liga des Landes, der J3 League. Im Januar 2021 wechselte er zum Nara Club. Mit dem Verein aus Nara spielt er in der vierten japanischen Liga, der Japan Football League. Am Ende der Saison 2022 feierte er mit dem Verein die Meisterschaft und den Aufstieg in die dritte Liga. Nach dem Aufstieg verließ er den Verein und schloss sich Ende Januar 2023 dem Hokkaido Tokachi Sky Earth. Mit dem Verein aus Hokkaidō spielt er in der fünften Liga, der Hokkaido Soccer League.

## Erfolge
Nara Club
- Japanischer Viertligameister: 2022  ▲